# Szulborze-Kozy
Szulborze-Kozy – wieś w Polsce położona w województwie podlaskim, w powiecie wysokomazowieckim, w gminie Czyżew. Leży przy drodze krajowej nr 63.
| SIMC    | Nazwa              | Rodzaj    |
| ------- | ------------------ | --------- |
| 0402879 | Brulino-Oprawczyki | część wsi |
| 0402885 | Brulino-Starozumy  | część wsi |

W latach 1975–1998 miejscowość administracyjnie należała do województwa łomżyńskiego.
Po reformie administracyjnej w roku 1998 wieś znalazła się w gminir Nur w powiecie ostrowskim w województwie mazowieckim. Na skutek protestów mieszkańców, wieś przeniesiono  stycznia 2002 do gminy Czyżew-Osada w powiecie wysokomazowieckim w województwie podlaskim.
Wierni kościoła rzymskokatolickiego należą do parafii św. Apostołów Piotra i Pawła w Czyżewie.

## Historia
Szulborze, pod koniec XIX w. okolica szlachecka nad rzeczką Dębianką w powiecie ostrowskim, gmina Szulborze Koty, parafia Zuzela.
W pobliżu trzy wsie o wspólnej nazwie Szulborze:
- Szulborze Koty, wieś gminna. W 1827 roku 6 domów i 16 mieszkańców, pod koniec XIX w. 2 domy i 14 mieszkańców
- Szulborze Kozy, w 1827 roku 5 domów i 21 mieszkańców, pod koniec XIX w. 6 domów i 37 mieszkańców
- Szulborze Wielkie, w 1827 roku 10 domów i 78 mieszkańców, pod koniec XIX w. 6 domów i 111 mieszkańców
  - folwark Szulborze Wielkie w 1866 r. miał powierzchnię 588 morgów, w tym: grunty orne i ogrody – 395, łąki – 5, pastwiska – 24, lasy – 132, zarośla – 7, nieużytki – 16 morgów[9].